# Паслён чёрный

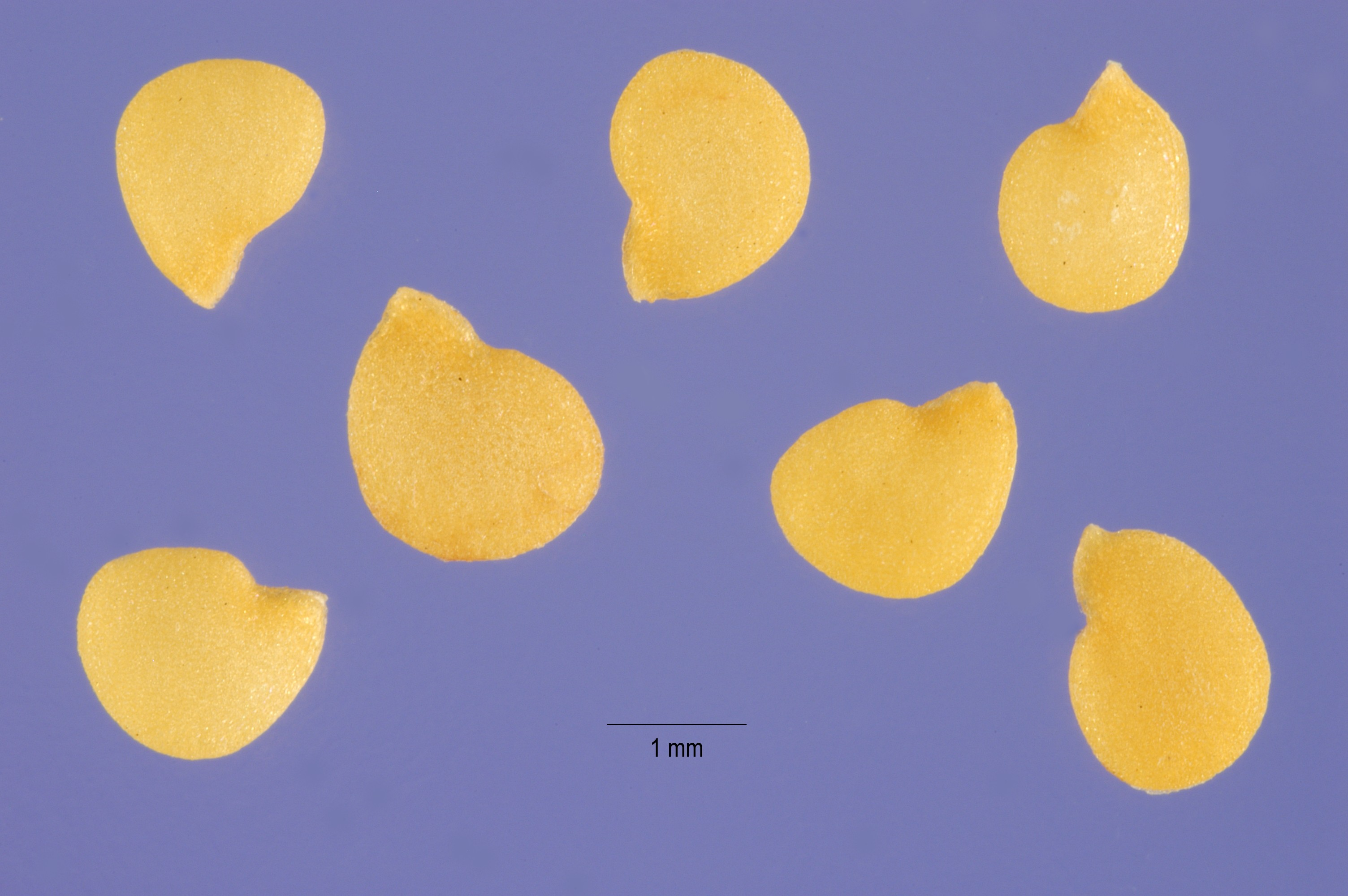
Семена.

Паслён чёрный (лат. Solánum nígrum) — растение семейства Паслёновые, вид рода Паслён, происходящее из Евразии и интродуцированное в Америку и Австралию.

## Биологическое описание

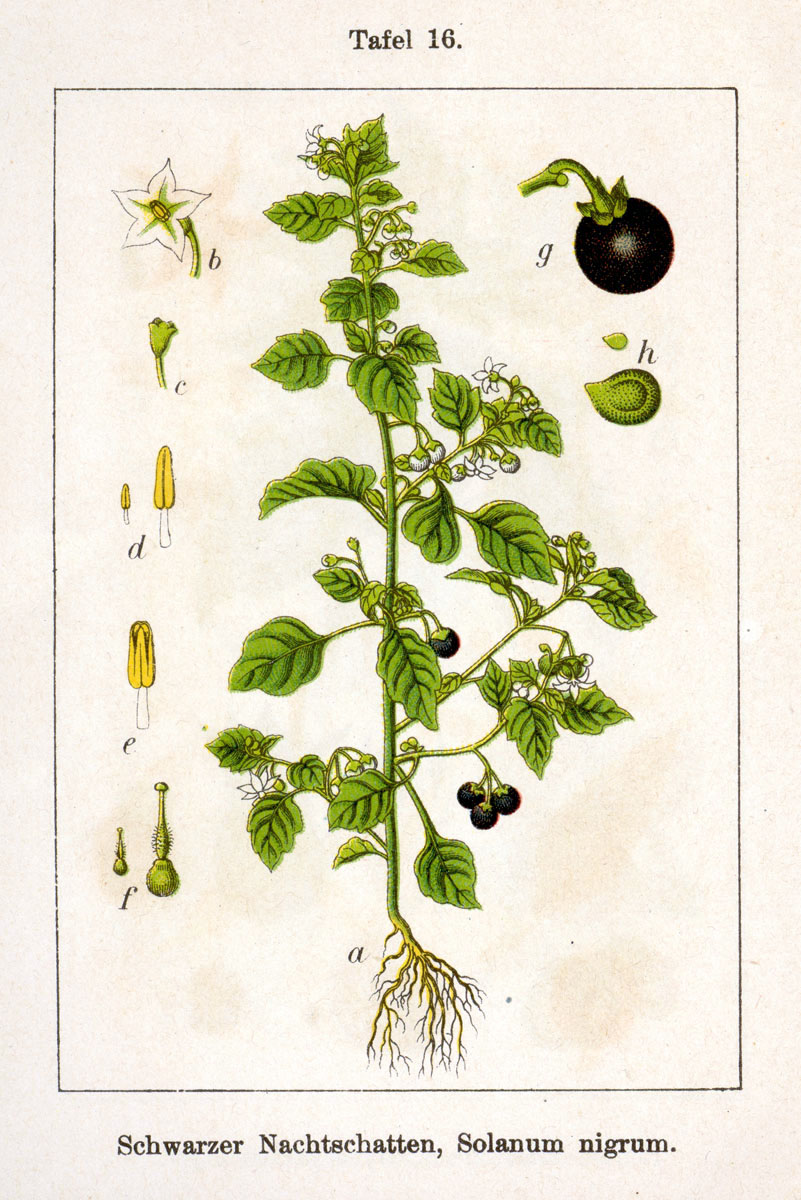

Однолетнее травянистое растение с прямостоячими разветвлёнными стеблями высотой 10—120 см.
Листья простые, без прилистников, очерёдные, черешковые, яйцевидные или удлиненно-яйцевидные заострённые, цельнокрайные или выемчато-зубчатые, 11—13 см длиной и 6—8,5 см шириной.
Цветки белые звёздообразные, собраны по три — восемь в боковые полузонтики. Тычинок пять, пестик один, лепестков пять (сросшихся), околоцветник двойной. Венчик 6—7 мм в поперечнике, колесовидный, с яйцевидно-ланцетными долями. Цветёт со второй половины лета до глубокой осени.
Плод — шаровидная чёрная ягода размером 8—10 мм, созревающая в августе — октябре.
Монокарпик.

## Распространение и среда обитания
В России распространён в европейской части (кроме таёжной и тундровой зон), на Кавказе, на юге Сибири.
Растёт на мусорных местах, близ жилья.

## Химический состав
Трава и незрелые плоды паслёна чёрного содержат ядовитый алкалоид соланидин, присутствующий в форме гликоалкалоида соланина. Зрелые плоды почти не содержат соланидин и пригодны в пищу.
Побеги и плоды содержат сапонины, дубильные вещества. Особенно много дубильных веществ в корнях (до 6 %).

## Хозяйственное значение и применение

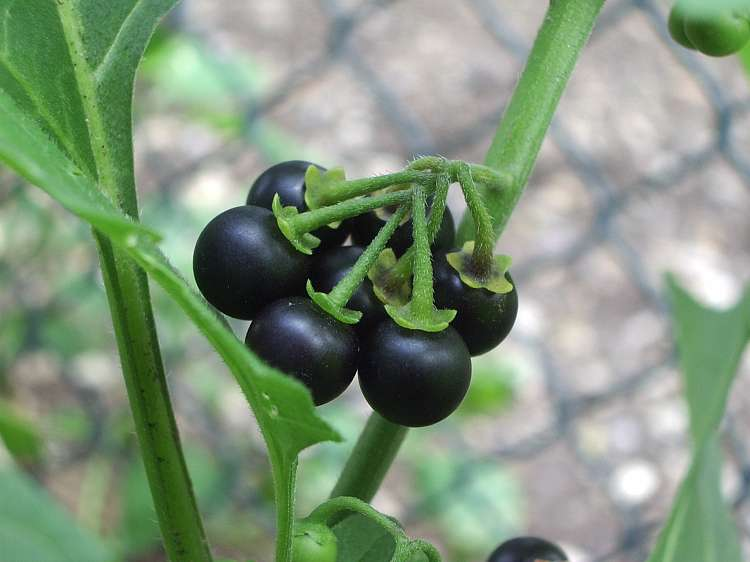
Плоды паслёна чёрного

В некоторых странах, особенно в Индии и Эфиопии, а также в России зрелые ягоды паслёна чёрного употребляются в пищу. В России они известны под названием поздника, вороняжка, бздника.
Спелые плоды едят сырыми, делают начинки для пирогов, варят варенье, повидло и кисели.
В молодых листьях содержание алкалоидов незначительно, на Кавказе их употребляют вместо шпината.
В народной медицине употребляется как отхаркивающее, мочегонное средство и как средство от ревматизма.
Ягодами по разным протравам окрашивают ткани в коричневый, серый, голубой и синий цвета.